# Hjalmar Håkansson
Hjalmar Håkansson, född 30 september 1844 i Öregrund, död 3 juli 1901 i Stockholm, var en svensk operasångare (baryton), organist och kördirigent.
Håkansson var anställd vid Kungliga teatern 1868–1888 och var kantor i Sankt Jacobs kyrka i Stockholm 1870–1901. Han invaldes den 11 mars 1882 som ledamot nr 461 av Kungliga Musikaliska Akademien.
Han var 1871–1900 gift med skådespelaren Julia Håkansson, född Stenius. Deras dotter var skådespelaren Lisa Håkansson.